# Idiochlora mundaria
Idiochlora mundaria là một loài bướm đêm trong họ Geometridae.